# Инкиёган
Инкиёган (устар. Инги-Юган) — река в Приуральском районе Ямало-Ненецкого автономного округа. Устье реки находится на 81-м км по правому берегу реки Собтыёган. Длина реки составляет 48 км. В 6 км от устья, по правому берегу реки впадает река Хальмершор.

## Данные водного реестра
По данным государственного водного реестра России относится к Нижнеобскому бассейновому округу, водохозяйственный участок реки — Обь от впадения реки Северная Сосьва до города Салехард, речной подбассейн реки — бассейны притоков Оби ниже впадения Северной Сосьвы. Речной бассейн реки — (Нижняя) Обь от впадения Иртыша.